# Prins Claus pris
Prins Claus pris (nederländska: Prins Claus Prijs) är ett årligt pris till minne av prins Claus av Nederländerna som instiftades 1996. Priset ges till personer och organisationer med progressiva perspektiv på kultur och utveckling. Priset är på 100 000 euro och vinnaren presenteras i samband med en ceremoni i kungliga palatset i Amsterdam i december varje år.  